# Hiroshima Big Arch
Das Hiroshima Kōiki Kōen Rikujō Kyōgijō (jap. 広島広域公園陸上競技場, „Region-Hiroshima-Park-Leichtathletikstadion“), Spitzname Hiroshima Big Arch (広島ビッグアーチ, Hiroshima Biggu Āchi), ist ein Fußballstadion mit Leichtathletikanlage für 50.000 Zuschauer in der japanischen Stadt Hiroshima. Es wurde 1992 fertiggestellt und war Austragungsort der Fußball-Asienmeisterschaft 1992 sowie der Asienspiele 1994. Der Fußballverein Sanfrecce Hiroshima trug hier bis Ende 2023 seine Heimspiele in der J. League Division 1 aus. Zurzeit trägt das Stadion den Sponsorennamen Edion Stadium Hiroshima.
Im Februar 2024, zur neuen Saison, wird das Fußballstadion Edion Peace Wing Hiroshima eröffnet. Es ist die neue Spielstätte von Sanfrecce Hiroshima.

## Galerie

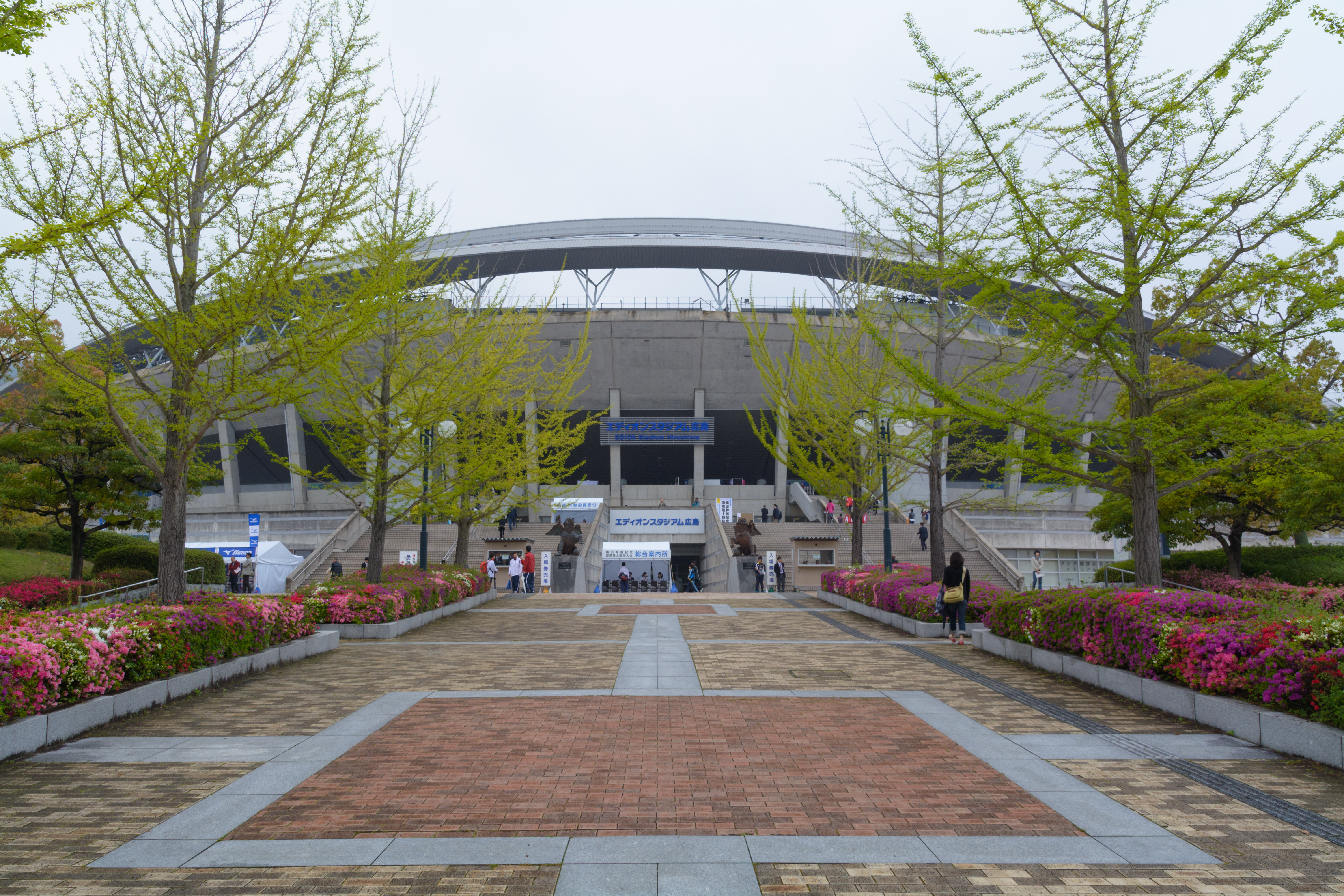
Haupteingang des Edion Stadium Hiroshima
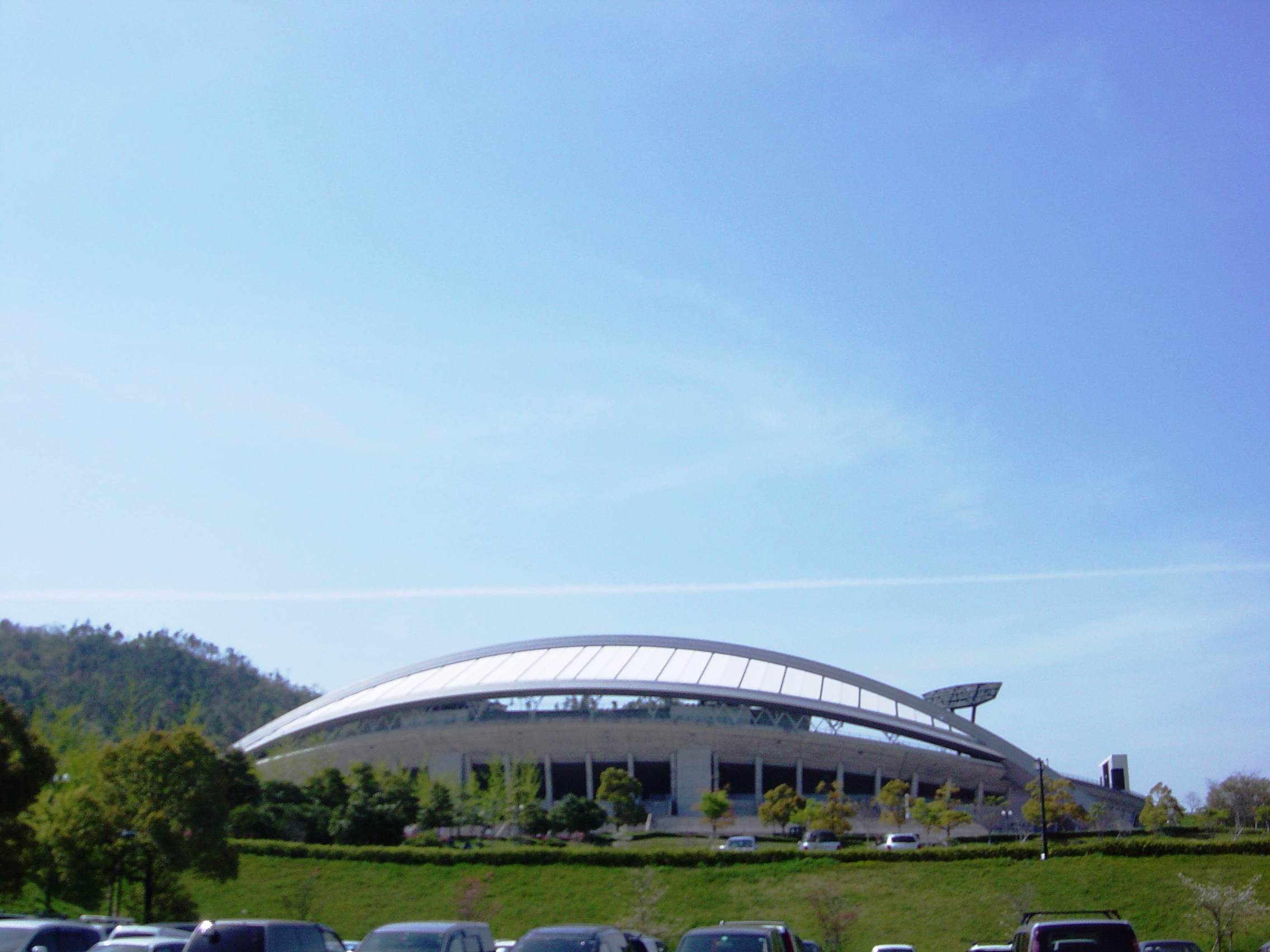
Die Rückseite der Haupttribüne
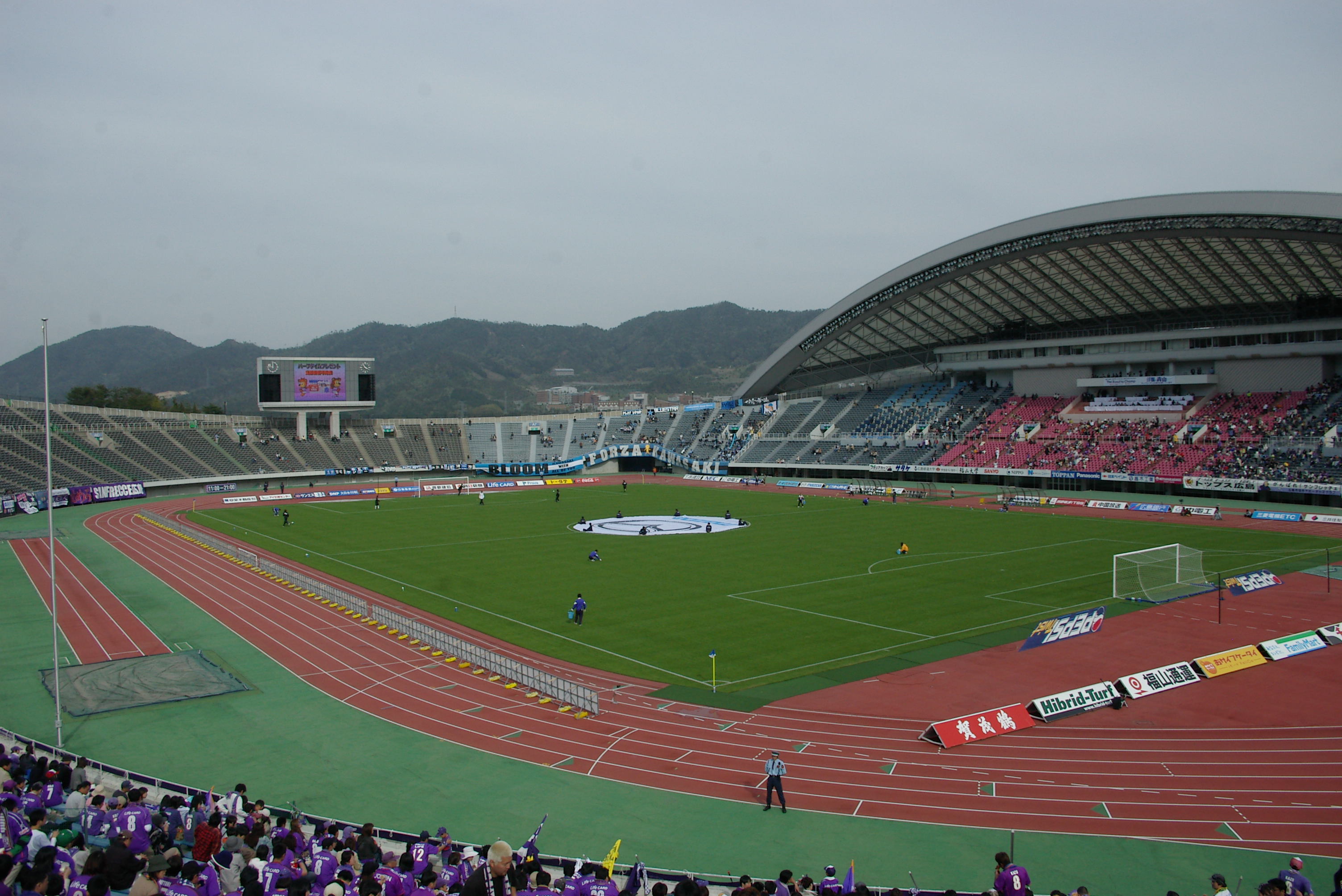
Blick auf die Haupttribüne